# 東富士五湖道路のり面における死体遺棄事件
東富士五湖道路のり面における死体遺棄事件（ひがしふじごこどうろのりめんにおけるしたいいきじけん）は、2004年（平成16年）4月8日に発覚した死体遺棄事件である。死体を遺棄した犯人は現在も逮捕されておらず、また被害者の身元も未だ不明で未解決のままとなっている。

## 概要
2004年（平成16年）4月8日、山梨県山中湖村の東富士五湖道路の下り線側の斜面において、造成工事の作業員が遺棄されたビニール袋を発見。中を確認したところ、女性の頭部と両腕が入っていた。翌日現場の実況見分を行った山梨県警の捜査員が、同一人物のものと思われる胴体部分と足の骨を見つけた。
被害者が外国人である可能性も考慮して、山梨県警のホームページに掲載されている本事件のポスターには日本語以外にタガログ語、韓国語、中国語、及びタイ語で情報提供を求める表記がある。

## 被害者の特徴
状況から見て死後数ヶ月経過していると思われる。また、身体的特徴としては以下が挙げられている他、歯型の情報も公表されている。
- 年齢35~65歳くらいの女性
- 身長150~156cm
- 血液型はO型
- おでこに4mm大のほくろ
- 両耳にピアスの穴
- 蓄膿症の手術を受けた形跡がある。
- 髪を後ろで束ねていて、髪の毛の先端が茶色

また現場には被害者のものと思われるピンク色のノースリーブと紺色ジーンズが発見されている。